# Noland Bay
Noland Bay är en vik i Australien. Den ligger i delstaten Tasmanien, i den sydöstra delen av landet, omkring 210 kilometer norr om delstatshuvudstaden Hobart.
Trakten runt Noland Bay består i huvudsak av gräsmarker. Runt Noland Bay är det mycket glesbefolkat, med 2 invånare per kvadratkilometer. Genomsnittlig årsnederbörd är 1 078 millimeter. Den regnigaste månaden är augusti, med i genomsnitt 150 mm nederbörd, och den torraste är januari, med 35 mm nederbörd.